# Dontaye Draper
Dontaye Dominic Draper (* 10. August 1984 in Baltimore, Maryland) ist ein ehemaliger US-amerikanisch-kroatischer Basketballspieler. Draper stand während seiner Laufbahn unter anderem bei Real Madrid unter Vertrag. Er nahm mit der kroatischen Nationalmannschaft an drei Europameisterschaften teil.

## Laufbahn
Dontaye Draper begann seine Laufbahn in der Wallbrook High School in Baltimore und spielte danach an der Trinity-Pawling School in Pawling (Bundesstaat New York). Nach seinem Abschluss im Jahr 2003 ging er auf das College of Charleston, wo er bis 2007 für die Charleston Cougars in der Southern Conference der NCAA spielte. Seine erfolgreichste Saison hatte er 2006/07, als er mit Charleston das Conference-Finale erreichte und ins All-Tournament-Team gewählt wurde.
Beim NBA-Draft 2007 blieb Draper unberücksichtigt und so entschloss er sich zu einem Wechsel in die australische NBL zu den Sydney Kings, mit denen er 2007/08 erst im Finale um die Meisterschaft an den Melbourne Tigers scheiterte. In der Folgesaison ging Draper nach Europa, wo er zunächst in Diensten des französischen Klubs Hyères Toulon Var Basket stand, jedoch im Dezember 2008 nach Belgien zu BC Ostende wechselte. Die Spielzeit 2009/10 bestritt er in der zweiten italienischen Spielklasse für Veroli Basket, bevor er im Sommer 2010 zum kroatischen Klub KK Cedevita wechselte. Hier gelang ihm sein sportlicher Durchbruch, bereits in seiner ersten Saison erreichte er das Endspiel um die Kroatische Meisterschaft und den dritten Platz beim ULEB Eurocup, wo er darüber hinaus zum MVP des Bewerbs und ins All-Tournament Team gewählt wurde. In der Saison 2011/12 gewann Draper mit seiner Mannschaft den Kroatischen Pokal und erreichte in der Liga ABA überraschend das Endspiel, wo man mit 77:87 an Maccabi Tel Aviv scheiterte.
Im August 2012 wechselte Draper in die spanische Liga ACB zu Real Madrid, wo er einen Zweijahresvertrag unterzeichnete. In der Saison 2012/13 gewann er mit Real Madrid die spanische Meisterschaft sowie den Supercup und erreichte das Endspiel der Euroleague. Im folgenden Spieljahr erreichte er mit dem Supercup und dem Pokal zwei weitere Titel, seine Mannschaft stand erneut im Endspiel der Euroleague, unterlag dort jedoch Maccabi Tel Aviv. Am Ende der Saison wechselte Draper zum türkischen Verein Anadolu Efes SK, wo er einen Zweijahresvertrag unterzeichnete. Mit der Mannschaft aus Istanbul gewann er 2015 den türkischen Pokalwettbewerb.
Nach einem Jahr bei Lokomotive Kuban Krasnodar kehrte Draper zu Real Madrid. Er gewann mit Real 2017 zum zweiten Mal in seiner Laufbahn den spanischen Pokalwettbewerb. Wie in seinen vorherigen Jahren in Madrid war Draper erneut Ergänzungsspieler. In der Saison 2017/18 bestritt er ab November 2017 noch acht Ligaspiele für Betis Sevilla. Mitte Februar 2018 wurde der Vertrag aufgelöst.

### Nationalmannschaft
Schon während seiner ersten Saison in Kroatien erhielt Draper die kroatische Staatsbürgerschaft. Er spielte für die Nationalmannschaft bei den Basketball-Europameisterschaften 2011, 2013 und 2015. Dabei erreichte er 2013 mit dem vierten Platz das beste Ergebnis bei einer EM.

## Erfolge und Ehrungen
Anadolu Efes
- Türkischer Pokal: 2015

Real Madrid
- Spanische Meisterschaft: 2012/13
- Spanischer Pokal: 2013/14, 2016/17
- Spanischer Supercup: 2012, 2013

KK Cedevita
- Kroatischer Pokal: 2011/12

Ehrungen
- ULEB Eurocup-MVP und All-Tournament First-Team: 2010/11
- Southern Conference All-Tournament Team: 2006/07